# Цзилюхе
Цзилюхе ((кит.: 激流河; потокова річка), (раніше мала назву Мангу)) — річка на північному сході автономної області Внутрішня Монголія на півночі Китаю, права притока річки Аргунь.
Вгору за течією називається Нюер і бере свій початок біля гори Санван (кит.: 三望) на північному заході гірського хребта Великий Хінган.
Річка має протяжність 468 кілометрів, площа басейну 16 700 квадратних кілометрів. Середній річний стік — 3,086 мільярда кубометрів. У верхній та середній течії басейну річки знаходяться 1,457 млн га пралісів, а рівень лісового покриву становить 73,6 %; нижня течія — лісова територія, яка підтримує первісний екологічний ландшафт, русло річки широке і неглибоке, часто заболочене. У межах басейну є багато родовищ корисних копалин, зокрема свинцю, вугілля, цинку, вапняку та золота.